# آرانچینو

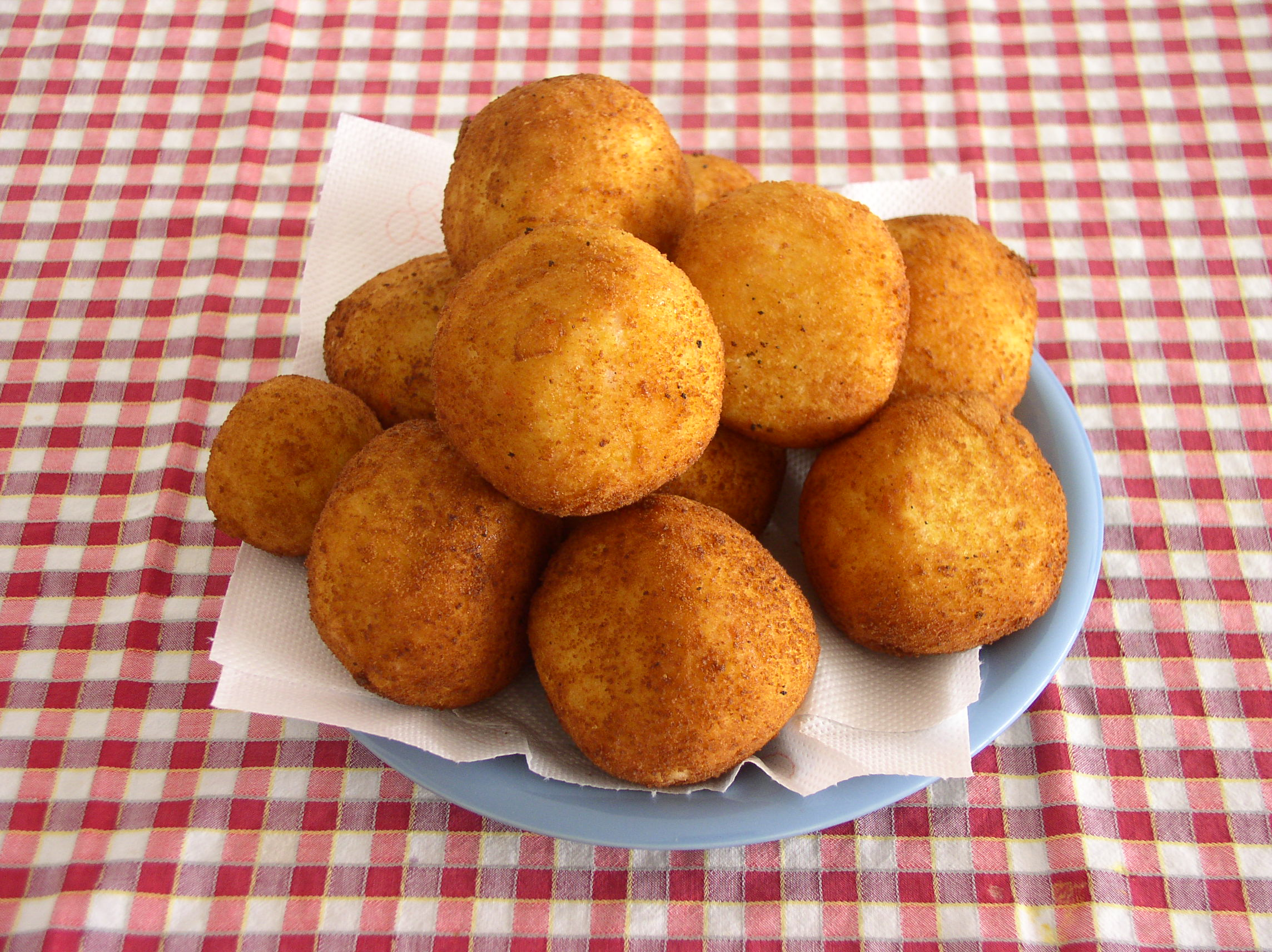
آرانچینوی سیسیلی

آرانچینو (به ایتالیایی: Arancino) یک غذای سنتی در ایتالیا و مخصوص شهر سیسیل است.
ماده اصلی آرانچینو برنج است که به شکل یک توپ در روغن فراوان سرخ می‌شود.
آرانچینو به وسیلهٔ راگو که نوعی سس گوشت در ایتالیا است پخته می‌شود.
از مواد به کار رفته در آرانچینو می‌توان از لوبیا سبز و راگو و پنیر موتزارلا مخصوص و آرد برنج نام برد.
آرانچینو را هر رستورانی به سبک خاص خود طبخ می‌کند اما نوع معمول آن طبخ با کره است و برخی نیز در مواد اولیه ان از قارچ استفاده می‌کنند.
نام آرانچینو بر گرفته از رنگ نارنجی آن هست. در ایتالیایی به پرتقال، آرانچا (به ایتالیایی: Arancia) گفته می‌شود و در زبان سیسیلی آرانچینو به معنای پرتغال کوچک است.